# Demetrio Jorge Peña Collado
Demetrio Jorge Peña Collado (Vélez Rubio, Andalusia, 1939 - Palma, 17 de novembre 2024) fou un empresari del comerç andalús establit a Mallorca. Com a gran impulsor del moviment associatiu entre l'empresariat fundà PIMEM, associació de la qual fou president en el període de 1977 a 1989. En aquesta va crear la Fundació Deixalles, composta al 50% pel Bisbat de Mallorca i al 50% per PIMEM. Per aquesta iniciativa i altres com les campanyes No la llancis se'l considera un pioner en la introducció i la promoció del reciclatge a Mallorca. Dins d'aquesta organització empresarial va crear l'Associació de Comerciants d'Electrodomèstics.
Des de la Federació de la Petita i Mitjana empresa va llançar les publicacions Informatiu PIMEM (1979), i l'especialitzada en economia Salmon, posteriorment denominada Eurosalmon, de les quals ha estat un col·laborador habitual. També fou president de PIME-Balears entre 1989 i 1992. Des de 1986 fins a la seva jubilació fou el president de l'Associació del Petit i Mitjà Comerç de Mallorca, PIMECO. El 2006 va rebre el Premi Ramon Llull.